# 캘리포니아 댄빌 몬테 비스타 고등학교

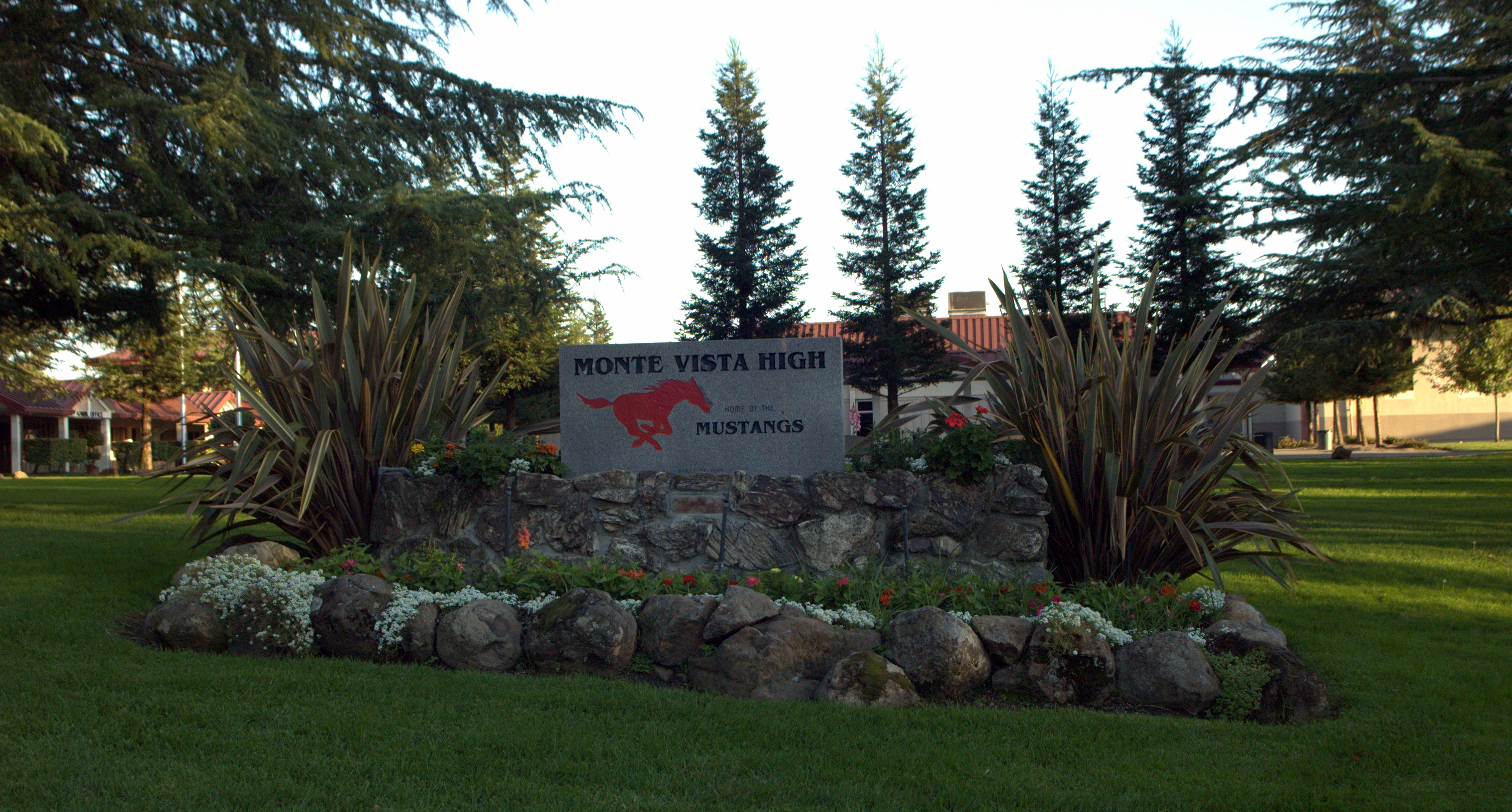

캘리포니아 댄빌 몬테 비스타 고등학교(California Danville Monte Vista High School)는 미국 캘리포니아주 댄빌에 있는 공립 6년제 고등학교이다.

## 개교
이 학교는 1965년에 첫 개교되었다.

## 트리비아
미국의 가수 크리스토퍼 토머스 우(우성현)가 2006년에 이 학교를 수료한 바 있다.